# Louis Wolowski
Louis François Michel Raymond Wolowski (ursprungligen Ludwik Franciszek Michał Reymond Wołowski), född 31 augusti 1810 i Warszawa, död 15 augusti 1876 i Gisors, Eure, var en polsk-fransk nationalekonom.
Wolowski, som var son till polska riksdagens president, uppfostrades i Paris 1823–27. Han deltog verksamt i polska resningen 1830 och skickades därunder som legationssekreterare till Paris, där han naturaliserades 1834. Han uppsatte 1833 "Revue de législation et de jurisprudence" och blev 1839 professor i näringsrätt vid Conservatoire national des arts et métiers samt 1848 ledamot av Commission du travail, inom vilken han bekämpade Louis Blanc. Han valdes till ombud för departementet Seine i konstituerande församlingen 1848 och i lagstiftande församlingen 1849. 
Wolowski grundade 1852 Crédit foncier de France i Paris. År 1871 blev Wolowski åter representant för departementet Seine i nationalförsamlingen, där han deltog flitigt i debatten om ekonomiska frågor, var frihandelsvän och tillhörde vänstra centern. År 1875 utsågs han till senator på livstid. Han blev ledamot av Institut de France 1855. 
Wolowski gjorde den historiska skolan bekant i Frankrike, bland annat genom översättning av Wilhelm Roschers lärobok under titeln "Principes d'économie politique" (1857). Bland hans arbeten framstår Études d'économie politique et de statistique (1848), De l'organisation du Crédit foncier (1849), La question des banques (1864), La liberté commerciale (1868) och L'or et l'argent (1870), ett försvar för den dubbla myntfoten från nya synpunkter.